# La Chapelle-la-Reine
La Chapelle-la-Reine è un comune francese di 2 660 abitanti situato nel dipartimento di Senna e Marna nella regione dell'Île-de-France.

## Società

### Evoluzione demografica
Abitanti censiti